# Daniel Linderman
Daniel Linderman vagy röviden Mr. Linderman egy kitalált szereplő a Hősök (Heroes) című televíziósorozatban, akit Malcolm McDowell alakít. A sorozat első évadának nagy részében láthatatlan, ám mégis jelentős, a szálakat a háttérből mozgató szereplő.
|  | Alább a cselekmény részletei következnek! |

Egyszerű szállodatulajdonosnak és műkereskedőnek tűnik, de a Las Vegas-i alvilág meghatározó alakja, és bár kevesen tudják, a gyógyítás képességével rendelkezik. Jelentős gyűjteménye van Isaac Mendez festményeiből és korábbi alkotók műveiből, amelyek a jövőt ábrázolják. A sorozat szinte minden szereplője kapcsolatban áll vele, de főleg a Petrelli család valamint Niki és Micah Sanders. Niki alternativ énje, Jessica, bérgyilkosként dolgozik neki, Micah képességeit pedig terve megvalósításához kívánja felhasználni, melynek lényege, hogy Nathan Petrellit a választásokon a fiú segítségével fölényes győzelemhez segíti.